# Rocznik Historii Prasy Polskiej
Rocznik Historii Prasy Polskiej (RHPP) – jest wydawnictwem Komisji Prasoznawczej PAN (Oddział w Krakowie), wydawanym od 1998 roku jako kwartalnik przez Polską Akademię Nauk i Uniwersytet Pedagogiczny w Krakowie.

## Historia
W 1993 roku Instytut Badań Literackich w Warszawie przestał wydawać Kwartalnik Prasy Polskiej. Powodem było ograniczenie dotacji z Komitetu Badań Naukowych. Wtedy z inicjatywą wydawania pisma o tematyce prasoznawczej wystąpili dwaj członkowie Komisji Prasoznawczej PAN: Stanisław Grzeszczuk i Jerzy Jarowiecki. 
Czasopismo poświęcone jest szeroko pojętej historii polskich mediów (prasy, radia, telewizji i Internetu). Dominującą perspektywą jest metodologia prasoznawcza i historyczna, wszelako redakcja publikuje też teksty badaczy reprezentujących inne specjalności, dla których media stanowią bazę badawczą (historyków myśli politycznej, badaczy prawa prasowego oraz socjologii, psychologii i teorii mediów). Periodyk jest jedynym w kraju pismem poświęconym wskazanej tematyce i jednym z nielicznych tego pism na świecie (by wymienić „Media History”).
RHPP kontynuuje dzieje dwu periodyków wydawanych od 1962 roku przez Instytut Badań Literackich Polskiej Akademii Nauk: „Rocznika Historii Czasopiśmiennictwa Polskiego” (1962-1976, red. Józef Skrzypek), nast. „Kwartalnika Historii Prasy Polskiej” (1977-1994, red. Jerzy Myśliński). Założycielem „Rocznika Historii Prasy Polskiej” był prof. Jerzy Jarowiecki, który pełnił funkcję redaktora naczelnego do końca 2017 roku. Od 2018 funkcję tę pełni prof. dr hab. Grażyna Wrona. RHPP wraz ze swoimi poprzednikami odegrał ważną rolę w formowaniu się polskiej szkoły w zakresie „historii prasy”. Na przestrzeni 58 lat czasopisma te opublikowały 54 roczniki (184 zeszyty), w których opublikowano 2018 artykułów, rozpraw i recenzji.
„Rocznik Historii Prasy Polskiej” jest stale obecne w krajowym i międzynarodowym dyskursie naukowym. W wyniku oceny eksperckiej przeprowadzonej przez Ministerstwo Nauki i Szkolnictwa Wyższego w 2019 roku uzyskał 40 punktów. Pismo jest indeksowanie w wielu bazach o zasięgu międzynarodowym: ERIH+ (European Reference Index for the Humanities); CEJSH (The Central European Journal of Social Sciences and Humanities, od 2008 roku); portal Walter de Gruyter (2012-2013); Google Scholar (do 2012); Ulrich's periodicals i WorldCat. Bieżąco dostarcza również rekordy do kilku baz krajowych, m.in. BazHum oraz Pol-Index.